# SN 1999Z
SN 1999Z – supernowa typu IIn odkryta 8 lutego 1999 roku w galaktyce UGC 5608. W momencie odkrycia miała maksymalną jasność 16,20m.